# Abies yuanbaoshanensis
Abies yuanbaoshanensis là một loài thực vật hạt trần trong họ Thông. Loài này được Y.J.Lu & L.K.Fu miêu tả khoa học đầu tiên năm 1980.